# 히키가와정
히키가와정(日置川町)은 와카야마현 니시무로군에 설치되었던 정이다. 현재의 시라하마정에 해당한다.